# دورده لازیچ
دورده لازیچ (سیریلیک صربی: Ђорђе Лазић؛ زادهٔ ۱۹ مهٔ ۱۹۹۶) بازیکن واترپلو اهل صربستان است.